# Robert Bichet
Robert Bichet (3. října 1903 Rougemont, Doubs – 29. května 2000 Besançon, Doubs) byl francouzský politik. Byl poslancem MRP (fr. Mouvement républicain populaire) za Seine-et-Oise (1946–1958) a starostou Ermontu (1959–1971). Své jméno zanechal v Bichetově zákoně (1947), který upravoval distribuci tisku.

## Životopis
Na inženýra promoval v roce 1922 na Arts et Métiers v Châlons-en-Champagne (dříve Châlons-sur-Marne). Po roce 1935 se stal radním ve svém rodném městě Rougemont a za druhé světové války se zapojil do odboje. S pomocí Pierra-Henriho Teitgena a Francisca Gaye organizoval předávání tajných informací v Burgundsku a Franche-Comté.
Po osvobození byl generálem de Gaullem jmenován vedoucím informační služby. Poté se stal státním podtajemníkem pro předsednictví Rady a informace ve vládě Georgese Bidaulta (od 24. června 1946 do 28. listopadu 1946). Poté inicioval Bichetův zákon z 2. dubna 1947, který upravoval šíření tisku ve Francii.
Souběžně se svými četnými místními mandáty (místostarosta Ermontu, obecní radní, poté krajský radní) byl prvním zastáncem vzniku Evropské unie. Stal se místopředsedou Parlamentního shromáždění Rady Evropy ve Štrasburku a podílel se na návrhu evropské vlajky. V letech 1953–1960 také předsedal Conseil supérieur du pétrole.

## Další výkonné funkce
- 1946–1958 poslanec MRP za Seine-et-Oise
- 1953–1959 Městský radní za Ermont
- 1959–1971 Starosta města Ermont
- 1967–1976 Generální rada Val-d'Oise, kanton Ermont
- Regionální rada Île-de-France
- 1949–1959 místopředseda Parlamentního shromáždění Rady Evropy

## Dílo
- 1987, Bichet, Robert (1903-2000), La Cancoillotte : les fromages comtois et la vie rurale et pastorale en Comté
- 1983, Bichet, Robert (1903-2000), Célébration des gaudes : autrefois plat national comtois
- 1941, Bichet, Robert (1903-2000), La Chapelle de Saint-Hilaire, temple païen, église de Nahon, église paroissiale de Chazelot et Montferney. Suivi d'une légende locale : Les dames des prés
- 1976, Bichet, Robert (1903-2000), Un Comtois musulman, le docteur Philippe Grenier : prophète de Dieu, député de Pontarlier Prix Louis-Pergaud
- 1975, Bichet, Robert (1903-2000), Contes de Mondon : et d'autres villages comtois
- 1977, Bichet, Robert (1903-2000), La Décentralisation : commune, région, département ? : faut-il supprimer le Conseil général ?
- 1980, Bichet, Robert (1903-2000), La Démocratie chrétienne en France : le Mouvement républicain populaire
- 1985, Bichet, Robert (1903-2000), Le Drapeau de l'Europe[1]
- 1952, L'Éveil de l'Europe. Les cahiers des N.E.I. [Nouvelles équipes internationales.] Trimestriel. Directeur politique : Robert Bichet ; directeur de la publication : Robert Tromelin. Nouvelle série. No 1, juillet 1954
- 1973, Bichet, Robert (1903-2000), Histoire de Rougemont
- 1946, Bichet, Robert (1903-2000), L'Information est-elle une propagande ?
- 1994, Bichet, Robert (1903-2000), Métiers d'autrefois en Franche-Comté
- 1989, Bichet, Robert (1903-2000), Pasteur et le Sénat
- 1950, Georges Cioranesco… La Protection sociale de la jeunesse européenne. Předmluva M. Robert Bichet
- 1978, Proverbes et dictons de Franche-Comté
- 1989, Racontottes de Franche-Comté
- 1989, Bichet, Robert (1903-2000), Récits, contes légendes de mon pays comtois
- 1991, Bichet, Robert (1903-2000), Réflexions et propos d'un vieil homme
- 1993, Bichet, Robert (1903-2000), La Résistance à Rougemont et dans la région
- 1979, Bichet, Robert (1903-2000), Un Village comtois au début du siècle

Osobní dokumenty Roberta Bicheta jsou uloženy v Národním archivu pod číslem 519AP.